# Ermita de Sant Joan de Déu
L'ermita de Sant Joan de Déu, se situa a la partida de la Cometa, voltada de pins, enmig d'una zona residencial. La seua construcció es degué a la donació d'un solar propietat de Juan Torres Sala a l'arquebisbat de València l'any 1950. El dia 5 d’abril del mateix any l'ermita fou beneïda pel reverend Joaquín Sáiz sota l'advocació a sant Joan de Déu. A la construcció de l'edifici va contribuir la colònia estiuenca d'aleshores amb aportacions econòmiques i objectes per al culte.
La planta d'aquesta ermita és rectangular amb unes dimensions de 5 x 7 metres. A l'interior, la nau té dos trams separats per un arc de mig punt, amb el sostre pla de cel ras. La capçalera és recta amb una fornícula central, a l'interior d'aquesta hi ha un Crist crucificat flanquejat per les imatges de sant Joan de Déu i la Puríssima Concepció. Darrere l'altar trobem la sagristia, a la qual es pot accedir per dos accessos laterals o bé per una porta que dona a l'exterior. Al primer tram cal destacar també dues fornícules, a la dreta amb una imatge de sant Josep i a l'esquerra sant Antoni de Pàdua. L'acabat de les parets i sostre és llis i exempt de decoració.
L'ermita es cobreix amb teulada a dues aigües i té una espadanya, que contràriament al que sol ocórrer, està situada a la part posterior i coincideix amb l'altar, separant la coberta principal de la de la sagristia que és a una sola vessant. A les parets laterals hi ha dos contraforts per banda. La façana principal compta amb una porta de grans dimensions, sobre la qual hi ha una fornícula amb la imatge del titular en taulells de ceràmica.